# Almaluez
Almaluez is een gemeente in de Spaanse provincie Soria in de regio Castilië en León met een oppervlakte van 159,11 km². Almaluez telt 157 inwoners (1 januari 2016).
Almaluez bestaat uit de volgende plaatsen:
- Aguaviva de la Vega
- Almaluez
- Chércoles
- Puebla de Eca

## Demografische ontwikkeling
Bron: INE, 1857-2011: volkstellingen
Opm.: In 1970 werden de gemeenten Aguaviva de la Vega, Chércoles en Puebla de Eca aangehecht